# نهج عاصمة الجزائر (مدينة تونس)
نهج عاصمة الجزائر هو أحد أنهج تونس العاصمة ويختلف عن نهج الجزائر، ويوجد بقلب المدينة الحديثة حيث أنه يفضي إلى شارع الحبيب بورقيبة، كما يفضي من جهة أخرى إلى نهج المختار عطية، وهو وإن كان من أقل الأنهج طولا فيوجد به مقر وزارة المرأة والأسرة، كما توجد به مكتبة العيون الصافية.